# Ligier JS43
Ligier JS42 je Ligierov zadnji dirkalnik Formule 1, ki je bil v uporabi v sezoni 1996, ko sta z njim dirkala Olivier Panis in Pedro Diniz. Bil je evolucija lanskoletnega dirkalnika Ligier JS41, zasnoval ga je Frank Dernie. Toda on, šef moštva Tony Dowe in večinski lastnik Tom Walkinshaw so zapustili moštvo po sporom glede lastništva z ustanoviteljem Ligiera Guyom Ligierom, tako da je moštvo po koncu sezone kupil Alain Prost. 
Kljub temu pa je bil dirkalnik razmeroma konkurenčen med sezono, čeprav sta bila razvoja šasije in motorja ustavljena. Panis, ki se je celotno sezono pritoževal nad zavornim sistemom dirkalnika, je na dirki za Veliko nagrado Monaka dosegel svojo edino zmago v karieri, prvo zmago moštva po dirki za Veliko nagrado Kanade v daljni sezoni 1981 in zadnjo zmago Ligiera v Formuli 1. Ob tem sta oba dirkača dosegla še po dve uvrstitvi med dobitnike točk, eno peto mesto in tri šesta, kar je moštvu prineslo šesto mesto v dirkaškem prvenstvu s petnajstimi točkami.

## Popolni rezultati Formule 1
(legenda)
| Leto | Moštvo | Motor           | Gume | Dirkači       | 1   | 2   | 3   | 4   | 5   | 6   | 7   | 8   | 9   | 10  | 11  | 12  | 13  | 14  | 15  | 16  | Toč | Prv |
| ---- | ------ | --------------- | ---- | ------------- | --- | --- | --- | --- | --- | --- | --- | --- | --- | --- | --- | --- | --- | --- | --- | --- | --- | --- |
| 1996 | Ligier | Mugen Honda V10 | G    |               | AVS | BRA | ARG | EU  | SMR | MON | ŠPA | KAN | FRA | VB  | NEM | MAD | BEL | ITA | POR | JAP | 15  | 6.  |
| 1996 | Ligier | Mugen Honda V10 | G    | Olivier Panis | 7   | 6   | 8   | Ret | Ret | 1   | Ret | Ret | 7   | Ret | 7   | 5   | Ret | Ret | 10  | 7   | 15  | 6.  |
| 1996 | Ligier | Mugen Honda V10 | G    | Pedro Diniz   | 10  | 8   | Ret | 10  | 7   | Ret | 6   | Ret | Ret | Ret | Ret | Ret | Ret | 6   | Ret | Ret | 15  | 6.  |